# Анне Гув
Анне Ульсдаттер Гув (норв. Anne Olsdatter Hov; 6 січня 1846, Квікне, нині у складі комуни Тюнсет, фюльке Гедмарк — 1936) — норвезька фермерка, яку вважають винахідницею традиційного сиру бруност.

## Життєпис
Батьки Анне Ульсдаттер (Ула Кволен (Ola Kvålen) і Kari Olsdatter) працювали на фермі Сульбросетра (норв. Solbråsetra) у муніципалітеті Сер-Фрун з 1851 року, яким вона з 10-ти років допомагала як доярка. Як стверджується, в 1863 році їй прийшла думка при виготовленні м'якого сиру шляхом уварювання козячого молока і сироватки коров'ячого молока додавати сметану для підвищення жирності готового продукту. Вийшовши заміж за фермера Туре Ульсена Гува (Tor Olsen Hov) і перебравшись на ферму Рустгого (норв. Rusthågå) в сусідньому місті Нур-Фрун, Анне розгорнула виробництво цього різновиду сиру більш широко, а місцевий торговець Уле Кунгслі став поставляти для продажу в столицю країни Осло. У 1908 р. сир за рецептом фермерки почала виробляти фабричним способом компанія «Tretten».
Зміни в рецептурі сиру, які ввела Анне, призвели до того, що бруност став важливим джерелом заліза в норвезькому національному раціоні. Крім того, вважається, що налагоджування виробництва бруноста врятувало у 1880-ті роки сільське господарство долини Гудбраннсдал від економічної катастрофи.
У 1933 р. жінку нагородили срібною медаллю як «справжню винахідницю гудбраннальського сиру».